# Alan Newton
Alan Newton (nascido em 19 de março de 1931) foi um ciclista britânico. Competiu nos Jogos Olímpicos de 1952, em Helsinque, onde ganhou uma medalha de bronze na perseguição por equipes, juntamente com Donald Burgess, George Newberry e Ronald Stretton.